# Mehlsieb
Ein Mehlsieb ist ein flaches, feines Sieb mit einem hohen Rand aus Holz oder Blech – die Form erinnert an ein umgedrehtes Tamburin.
Mehlsiebe dienen zum Reinigen des Mehls von Kleie und Vorratsschädlingen sowie der Beseitigung von Mehlklumpen, wodurch sich gesiebtes Mehl besser verarbeiten lässt. Da sauberes Mehl heute allgemein zur Verfügung steht, dienen sie meist nur noch zur Auflockerung des Mehls für feine Teige, z. B. bei der Herstellung von Nudeln, Kuchen und Torten. 

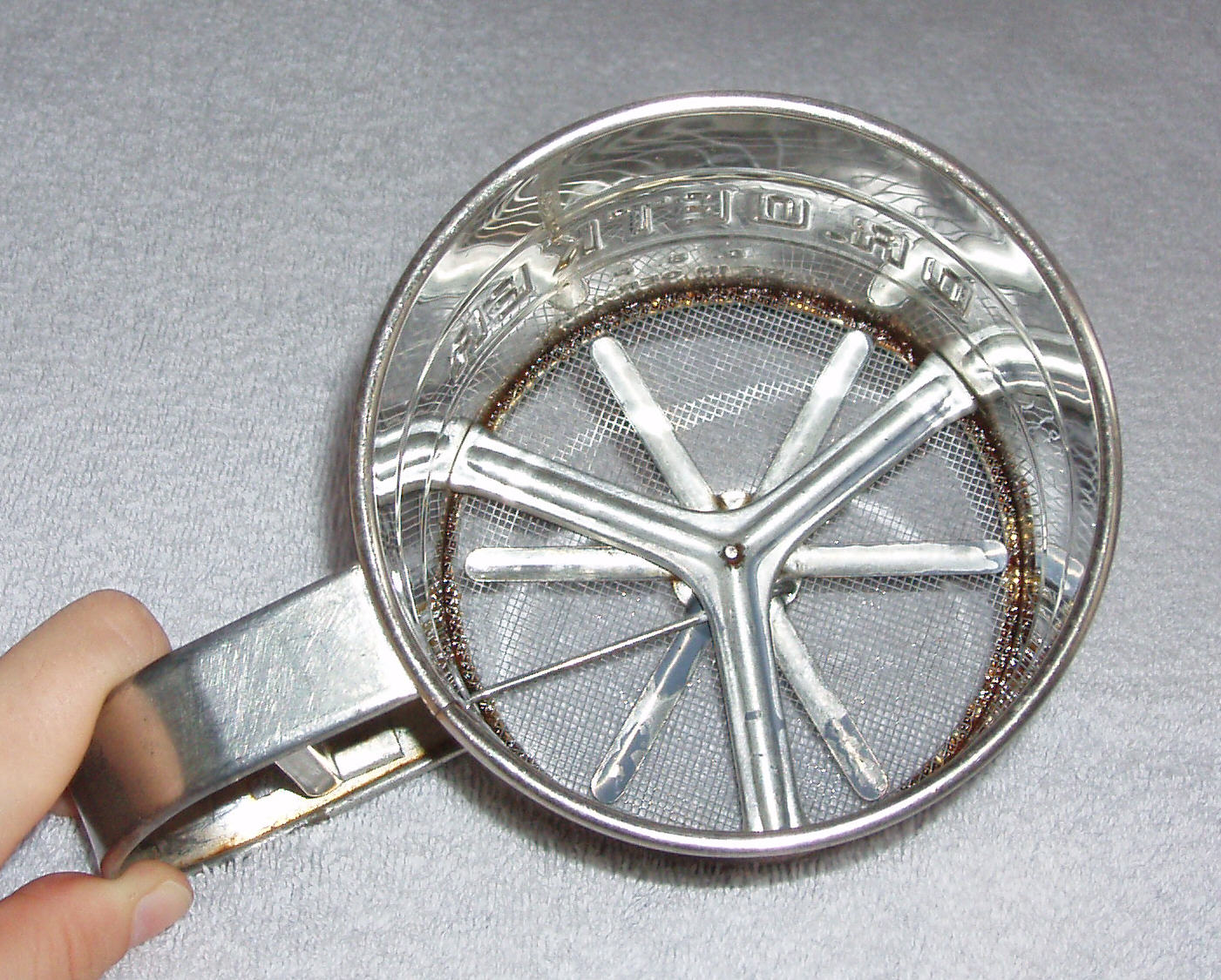
Einhand-Mehlsieb

Für den Haushaltsbedarf gibt es kleinere, sogenannte Einhand-Mehlsiebe, die etwa 500 Gramm Mehl aufnehmen können. Sie haben die Form einer großen Konservendose und einen seitlichen Handgriff, der über einen Hebelmechanismus einen Metallstern auf dem Siebboden rotieren lässt, wenn der Griff abwechselnd fester und lockerer umfasst wird. Dadurch kann das Mehl mit einer Hand gesiebt werden, während die andere den Teig rührt. Einhand-Mehlsiebe werden auch zum Bestreuen von Kuchen und Torten mit Puderzucker verwendet.